# Conte Candoli
Secondo 'Conte' Candoli (Mishawaka, 12 juli 1927 - aldaar, 14 december 2001) was een Amerikaanse jazztrompettist van de cooljazz. Hij speelde in de big bands van Woody Herman, Stan Kenton, Benny Goodman en Dizzy Gillespie en in het NBC Orchestra van Doc Severinsen in The Tonight Show met Johnny Carson in de hoofdrol. Hij speelde met Gerry Mulligan en in de tv-specials van Frank Sinatra. Hij nam ook op met Supersax, een Charlie Parker-tributeband die bestond uit een saxofoonkwintet, de ritmesectie en een trompet of trombone.

## Carrière
Conte Candoli was de jongere broer van Pete Candoli en leerde van hem het trompet spelen. Hij speelde met Sonny Durham (1940), Will Bradley (1941), Benny Goodman, Ray McKinley (1942) en Tommy Dorsey (1943 tot 1943). Tussen 1944 en 1946 speelde hij in de band van Woody Herman en behaalde tijdens deze periode zijn diploma aan de highschool. Van 1947 tot 1948 speelde hij bij Tex Beneke. Er volgden verbintenissen bij Stan Kenton (1948), Charlie Ventura (1949) en Woody Herman (1950). Vervolgens werkte hij freelance in Californië, was weer actief bij Stan Kenton (1952 tot 1954) en speelde op diens album New Concepts of Artistry in Rhythm. Candoli had in 1954-1955 een eigen orkest en speelde met Les Brown, Bill Holman en Terry Gibbs. Aan het begin van de jaren 1960 behoorde hij voor een korte tijd tot de Gerry Mulligan Concert Jazz Band en ging daarmee op een tournee door Europa.
Hij behoorde tot het milieu van de West Coast Jazz rond Richie Kamuca, Rolf Ericson, Bud Shank, Bob Cooper, Shorty Rogers, Jimmy Giuffre, Hampton Hawes, Shelly Manne, Herb Geller, Stan Levey, Chet Baker, Russ Freeman, Art Pepper, Barney Kessel en Frank Rosolino.

## Overlijden
Conte Candoli overleed in december 2001 op 74-jarige leeftijd.

## Discografie
- 1955: The Five (RCA Victor) met Bill Perkins, Pete Jolly, Buddy Clark, Mel Lewis
- 1954-1956: Coast to Coast (Fresh Sound Records) met Ira Sullivan, Bill Holman, Claude Williamson, Hank Jones, Milt Hinton, Osie Johnson
- 1961: Shelly Manne & His Men Live At The Manne Hole (Original Jazz Classics)
- 1978: Fascinating Rhythm (Fresh Sound Records) met Pete Candoli, Lou Levy, Joe Diorio
- 1992: Sweet Simon (Best Records, 1992) met Frank Strazzeri, Monty Budwig
- 1994: Conte Candoli Meets Joe Haider Trio (JHM)
- 1996: Portrait Of A Count (Fresh Sound Records), met Joe LaBarbera, Jan Lundgren, Chuck Berghofer
- 1999: Conte-nuity (Fresh Sound Records)

- Bibsys: 1007189
- Biblioteca Nacional de España: XX1066571
- Bibliothèque nationale de France: cb138921117 (data)
- Catàleg d'autoritats de noms i títols de Catalunya: 981058519748306706
- Gemeinsame Normdatei: 13491371X
- International Standard Name Identifier: 0000 0000 5513 6950
- Library of Congress Control Number: n78053642
- MusicBrainz: 6363a0a9-8d5d-4677-968b-ac2015e2ff53
- Nationale Bibliotheek van Tsjechië: xx0165382
- Nederlandse Thesaurus van Auteursnamen: 096775947
- Réseau des bibliothèques de Suisse occidentale: 02-A003073726
- Istituto Centrale per il Catalogo Unico: UBOV524875
- SNAC: w6mm8wxh
- Système universitaire de documentation: 129112143
- Union List of Artist Names: 500472938
- Virtual International Authority File: 24786626
- WorldCat: E39PBJw4BVTycYxfddkH3qfXh3